# Jay (Oklahoma)
Jay es una ciudad ubicada en el condado de Delaware en el estado estadounidense de Oklahoma. En el año 2010 tenía una población de 	2448 habitantes y una densidad poblacional de 291,43 personas por km².

## Geografía
Jay se encuentra ubicada en las coordenadas 36°25′26″N 94°47′52″O / 36.42389, -94.79778 (36.423906, -94.797831).

## Demografía
Según la Oficina del Censo en 2000 los ingresos medios por hogar en la localidad eran de $21,875 y los ingresos medios por familia eran $25,592. Los hombres tenían unos ingresos medios de $20,212 frente a los $17,039 para las mujeres. La renta per cápita para la localidad era de $10,700. Alrededor del 25.9% de la población estaban por debajo del umbral de pobreza.